# Église San Paolo Primo Eremita
L'église San Paolo Primo Eremita (en français : Saint-Paul-Premier-Ermite) est une église romaine située dans le rione de Monti dans la via Agostino Depretis. Elle est originellement dédiée à Paul de Thèbes, le premier ermite selon saint Jérôme, mais est désormais déconsacrée.

## Historique
L'église est construite sur le site d'un précédent édifice par l'architecte Clemente Orlandi de 1773 à 1775.
Elle est déconsacrée vers 1873 avec l'expropriation faite par l'État italien et sert de siège au bureau des relations publiques du département de la sécurité publique du Ministère de l'Intérieur.

## Architecture et ornements
L'église est l'œuvre de l'architecte Clemente Orlandi qui lui donne une façade de style baroque.